# Crno-bijela fotografija
Crno-bijela fotografija (ili monokromatska fotografija) – fotografija u kojoj slika ima jedan ton, umjesto da registrira boje objekta koji se fotografira. Ona uključuje sve oblike crno-bijele fotografije, koja stvara slike koje sadrže tonove sive, od crne do bijele. Crno-bijela fotografija se danas uglavnom koristi iz umjetničkih razloga.

## Opis
Većina modernih crno-bijelih filmova, tzv. pankromatskih filmova, snima cijeli spektar boja. Neki filmovi su ortokromatski, te zapisuju valnu duljinu svjetlosti kraću od 590 nanometara. Crno-bijelu fotografiju neki smatraju više suptilnom i interpretativnom, te manje realističnom od fotografije u boji. 
Crno-bijele slike ne prikazuju izravno svoje subjekte, ali predstavljaju izuzimanje iz stvarnosti, prikazujući boje u nijansama sive. Ovo se često naziva sivom skalom.
Crno-bijele slike mogu se stvarati upotrebom crno-bijelog filma ili papira, ili manipulacijom slika u boji korištenjem računalnog programa. Slike u boji se mogu konvertirati u crno i bijelo na računalu korištenjem nekoliko metoda, npr. smanjenjem zasićenosti postojeće slike u modelu RGB, tako da niti jedna boja ne ostane vidljiva (što još uvijek dopušta manipulaciju kanala u boji da se promijene nijanse, poput zatamnjenja plavog neba) ili konvertiranjem slike u verziju s nijansama sivog (što trajno eliminira boje) računalnim programima poput Photoshopa ili GIMP-a.

## Vanjske poveznice
- Portal Fotografija: Crno-bijela fotografija  Arhivirana inačica izvorne stranice od 24. siječnja 2015. (Wayback Machine)
- Guide to Film Photography: Black and White Film
- Stephan Lupino: U inspirativnoj sam krizi, ljude ne mogu više šokirati kao prije (interview), Slobodna Dalmacija, 23. 7. 1998. - prilog Tv i spektakli, br. 274., str. 8-9  Arhivirana inačica izvorne stranice od 16. veljače 2021. (Wayback Machine)